# Melisa (género)
Melisa es un género de polillas perteneciente a la familia Erebidae. Fue descrito por Francis Walker en 1854. Se encuentra en África.

## Especies
Este género contiene las siguientes especies:
- Melisa croceipes (Aurivillius, 1892)
- Melisa diptera Walker, 1854
- Melisa hancocki Jordan, 1936